# 莲塘街道
莲塘街道，是中华人民共和国广东省深圳市罗湖区下辖的一个乡镇级行政单位。 位于罗湖区的东部，隔梧桐山隧道与盐田区沙头角毗邻，南邊隔深圳河與香港的香園圍及竹園村相隔，辖区内亦有莲塘口岸连接香港的香園圍管制站。莲塘位于深圳最高峰梧桐山的南面，有多条登山路径可以登上梧桐山的两个主峰。

## 行政区划
莲塘街道下辖以下地区：
莲塘社区、坳下社区、西岭社区、长岭社区、莲花社区、仙湖社区、畔山社区、鹏兴社区和广岭社区。

## 景點
- 梧桐山
- 仙湖植物園
- 弘法寺
- 梧桐山體育公園（前烏石鼓石礦場）